# Leucodonta albida
Leucodonta albida är en fjärilsart som beskrevs av Jean Baptiste Boisduval 1834. Leucodonta albida ingår i släktet Leucodonta och familjen tandspinnare. Inga underarter finns listade i Catalogue of Life.